# Детвіанська Гута
Детвіанська Гута (словац. Detvianska Huta) — село в окрузі Детва, Банськобистрицький край, Словаччина. Кадастрова площа громади — 14,31 км². Станом на 31 грудня 2015 року в селі проживало 707 осіб.

## Історія
Перші згадки про село датуються 1670 й 1808 роками.

## Географія
Громада знаходиться на південній частині Словацьких Рудних гір. Протікають річка Гондова яма і Сучі потік.

## Транспорт
Автошлях 526 (Cesty III. triedy).

## Населення
| Рік:            | 1994. | 2004.   | 2014.   | 2024.   |
| --------------- | ----- | ------- | ------- | ------- |
| Кількість осіб: | 820   | 756     | 704     | 689     |
| Різниця:        |       | -7,80 % | -6,87 % | -2,13 % |

| Рік:            | 2023. | 2024.   |
| --------------- | ----- | ------- |
| Кількість осіб: | 685   | 689     |
| Різниця:        |       | +0,58 % |